# Mikael Moen
Hans Mikael Moen, född 30 september 1973 i Dals-Ed, är en svensk före detta handbollsspelare (högernia).
Mikael Moen inledde karriären i Mölndals HF och gick sedan till hisingslaget HP Warta. Där spelade han tolv säsonger i seniorlaget, flera av dem i högsta serien, Elitserien. De två sista säsongerna på elitnivå, i IK Sävehof, spelade han enbart som försvarsspecialist. Båda de två säsongerna slutade med att de blev svenska mästare, 2004 och 2005. Efter handbollskarriären har Moen arbetat som målare.

## Klubbar
- Mölndals HF
- HP Warta (–2003)
- IK Sävehof (2003–2005)
- HP Warta (2007)

## Meriter
- Två SM-guld (2004 och 2005) med IK Sävehof